# Halodule
Halodule é um género botânico pertencente à família cymodoceaceae.